# Copa da NBA de 2025
O Torneio In-Season da NBA de 2025 será um torneio de basquete em várias etapas disputado durante a temporada 2025–26 da NBA. Será a terceira edição do Torneio In-Season da NBA. Todas as 30 equipes participaram, cada uma jogando quatro jogos da temporada regular que contarão para a classificação da fase de grupos do torneio. Todos os jogos na fase eliminatória, exceto a final, também contarão para a classificação da temporada regular. As semifinais e a final do torneio serão disputadas na T-Mobile Arena, localizada na Las Vegas Strip.

## Formato
O formato do torneio é semelhante aos torneios de várias etapas da temporada do futebol europeu.
Na fase de grupos, cada conferência foi dividida em três grupos com cinco equipes cada, totalizando seis grupos. Cup Nights acontecerá toda sexta-feira a partir de outubro. 31 a 28 de novembro, com Noites de Copa adicionais na terça-feira, 25 de novembro e quarta-feira, 26 de novembro. Os únicos jogos da NBA disputados nas Noites da Copa serão os jogos de Jogo em Grupo. Os jogos de jogo em grupo contarão como jogos de temporada regular para todos os fins.. Cada equipe disputará uma partida contra cada uma das demais equipes de seu grupo, num total de quatro partidas (duas em casa e duas fora de casa).
Se duas ou mais equipes em um grupo tivessem recordes iguais após a conclusão do jogo do grupo, os seguintes critérios de desempate seriam aplicados nesta ordem:
1. Registro de confronto direto na fase de grupos
2. Diferencial de pontos na fase de grupos[3]
3. Total de pontos marcados na fase de grupos
4. Recorde da temporada regular da temporada regular de 2024–25
5. Desenho aleatório

Nota: A pontuação na prorrogação não contará para a diferença de pontos e para o total de pontos de desempate na Copa da NBA Emirates. A diferença de pontos de uma equipe será “0” em jogos do Grupo que vão para a prorrogação, e o total de pontos marcados de uma equipe excluirá os pontos marcados na prorrogação.

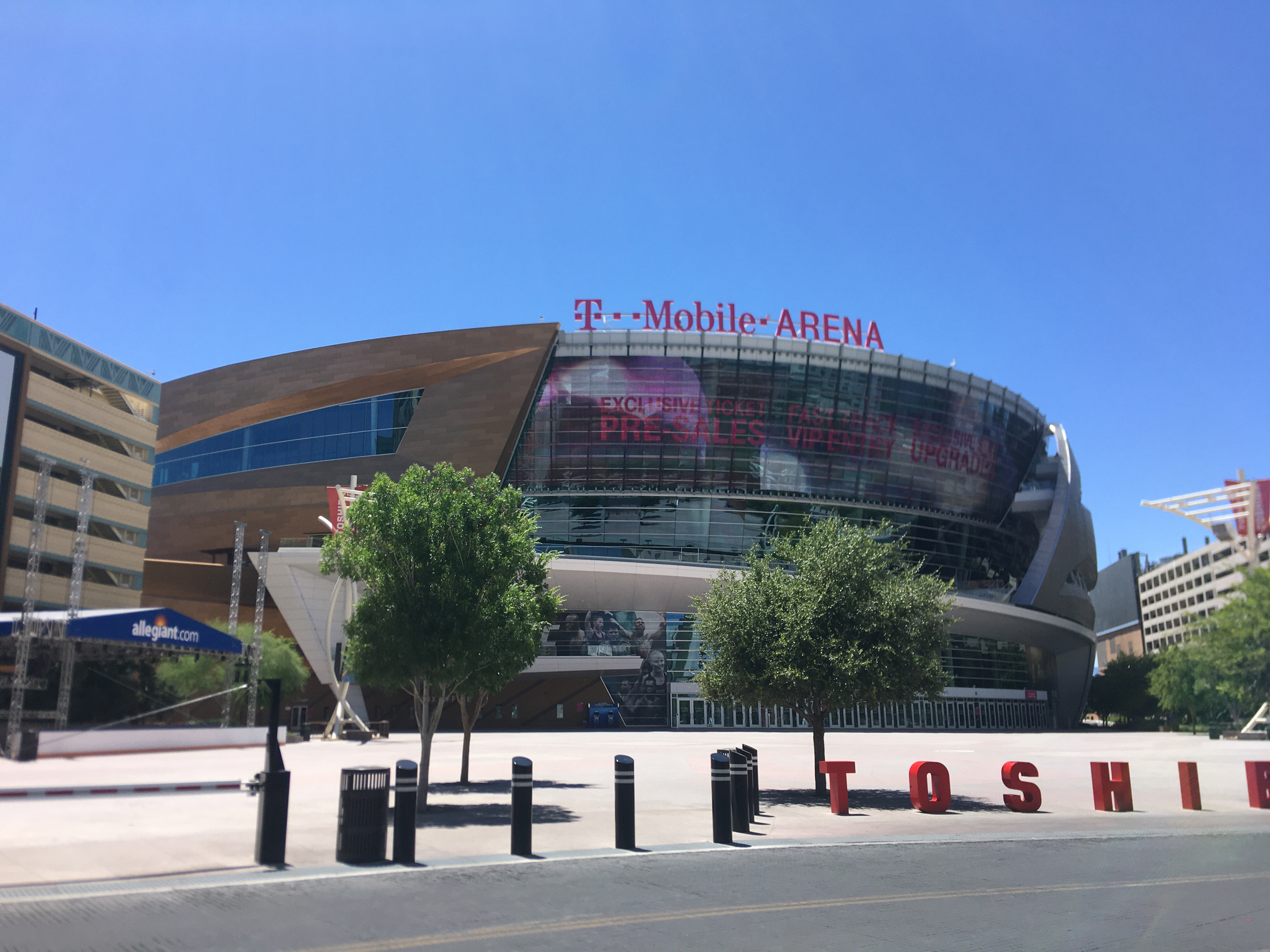
Arena T-Mobile em 2020

O vencedor de cada grupo avançará então para a fase eliminatória, assim como um wild card de cada conferência – o vice-campeão do grupo com o melhor desempenho na fase de grupos. A fase eliminatória será um torneio de eliminação única. Os jogos das quartas de final serão disputados nos mercados locais da NBA nos dias 9 a 10 de dezembro. As semifinais serão disputadas no dia 13 de dezembro, e a final no dia 16 de dezembro. As duas rodadas finais foram disputadas na T-Mobile Arena, na Las Vegas Strip .
Os jogos das quartas de final e semifinais também contam como jogos da temporada regular, afetando as posições dos times na classificação da liga, mas o jogo do campeonato não. As estatísticas do jogo do campeonato não são contabilizadas nos totais da temporada regular.
Para equilibrar a temporada regular, os times que não disputarem a chave jogaram dois jogos adicionais nos dias 11 ou 11 e 14 ou 15 de dezembro, um contra o outro na mesma conferência, enquanto os times eliminados nas quartas de final jogarão um jogo adicional entre si (da mesma conferência) em 15 ou 16 de dezembro.
Enquanto a fase eliminatória é disputada, os 22 times que não se classificam para a fase eliminatória jogam, cada um, dois jogos adicionais da temporada regular, um em casa e um fora, para completar o cronograma de 82 jogos da temporada regular de cada equipe. Entre esses 22 confrontos no total, 20 são jogos intra-conferência, com uma tentativa da liga de agendar o máximo de pares de times que estavam originalmente programados para jogar entre si apenas três vezes durante a temporada regular. Os outros dois confrontos são jogos interconferências, pois há um número ímpar de equipes em cada conferência (11). Esses dois confrontos interconferências contarão com quatro das seis equipes que terminaram em último lugar em seus respectivos grupos.
1. 1 2 3 4 5 6 7  «Emirates NBA Cup 101: Rules, format and how it works». NBA.com (em inglês). Consultado em 29 de julho de 2025
2. ↑  «Emirates NBA Cup 101: Rules, format and how it works» (em inglês). Consultado em 29 de julho de 2025
3. ↑  «NBA moves a big step closer to finalizing new 11-year media rights deals». AP News (em inglês). 17 de julho de 2024. Consultado em 29 de julho de 2025